# Bezzia calceata
Bezzia calceata är en tvåvingeart som först beskrevs av Walker 1856.  Bezzia calceata ingår i släktet Bezzia och familjen svidknott. Inga underarter finns listade i Catalogue of Life.